# نووی (میشیگان)
نووی، میشیگان (به انگلیسی: Novi, Michigan) یک شهر در ایالات متحده آمریکا با جمعیت ۵۵٬۲۲۴ نفر است که در میشیگان واقع شده‌است.